# Howard Overing Sturgis
Howard Overing Sturgis (Londres, 1855 - Windsor, Berkshire, 7 de febrero de 1920) fue un escritor estadounidense.

## Vida y obra
Sturgis nació en 1855, siendo el hijo más joven de Russell Sturgis (1805–1887), un rico comerciante de Boston, Massachusetts. Uno de sus hermanastros fue el escritor Julian Sturgis (1848–1904). Como invitados de su familia, conoció siendo niño a Henry Adams, William Makepeace Thackeray y Henry James, siendo este último un amigo personal y mentor para Howard. Sturgis creció en Inglaterra con todas las comodidades y estudió en el Colegio Eton y la Universidad de Cambridge; tras la muerte de sus padres, compró una propiedad cerca de Eton y allí recibía a menudo, junto con su pareja William Haynes-Smith, a un amplio círculo de amigos, entre los que se contaban Henry James, Edith Wharton y George Santayana.
Sturgis escribió tres novelas, de las que dos tratan sobre la homosexualidad. Su primera novela, Tim: A Story of School Life, se editó de forma anónima en 1891 (traducida al alemán ya en 1895 con el título Tim), que se basa en sus desafortunadas experiencias en Eton. La tercera novela, Belchamber, de 1904, se considera su obra maestra, pero al contrario que sus dos primeras novelas, no tuvo éxito comercial y, a excepción de Wharton, tampoco fue bien recibida por su círculo de amigos; por lo que permaneció como la última gran obra de Sturgis. Solo publicaría una historia corta hasta su muerte.
Un contemporáneo gay, una generación más joven, E. M. Forster (1879–1970), escribió un opúsculo sobre Sturgis; por otra parte, el Tim de Sturgis se puede considerar un precursor del Maurice de Forster, que ya estaba escrito en 1913/14 (22 años después de la aparición de Tim), pero que solo se publicó en 1971 de forma póstuma.

## Obra
- Tim: A Story of School Life, 1891 (novela)
- All That Was Possible, 1895 (novela epistolar)
- Belchamber, 1904 (novela)
- On the Pottlecombe Cornice, 1908 (historia corta)